# Österreichische Alpine Skimeisterschaften 1964
Die Österreichischen Alpinen Skimeisterschaften 1964 fanden vom 5. bis zum 8. März in St. Johann im Pongau statt. Wegen der geringen Schneelage wurde bei Damen und Herren statt des Abfahrtslaufes ein zweiter Riesenslalom ausgetragen, der nur für die Kombination zählte.

## Herren

### Riesenslalom
| Platz | Name              | Zeit        |
| ----- | ----------------- | ----------- |
| 01    | Franz Digruber    | 1:33,01 min |
| 02    | Martin Burger     | 1:36,78 min |
| 03    | Heinrich Messner  | 1:37,32 min |
| 04    | Rudolf Bocek      | 1:38,05 min |
| 05    | Peter Krassel     | 1:38,88 min |
| 06    | Karl Schranz      | 1:39,33 min |
| 07    | Michael Schwaiger | 1:39,46 min |
| 08    | Rudolf Sailer     | 1:39,48 min |
| 09    | Franz Feiersinger | 1:39,82 min |
| 10    | Hugo Nindl        | 1:40,04 min |

Datum: 5. März 1964

Ort: St. Johann im Pongau

Streckenlänge: 1400 m, Höhendifferenz: 402 m

Tore: 70

### Slalom
| Platz | Name             | Zeit        |
| ----- | ---------------- | ----------- |
| 1     | Heinrich Messner | 1:41,10 min |
| 2     | Gerhard Nenning  | 1:41,28 min |
| 3     | Martin Burger    | 1:43,85 min |
| 4     | Helmut Schranz   | 1:44,32 min |
| 5     | Hugo Nindl       | 1:44,51 min |
| 6     | Rupert Salzmann  | 1:46,60 min |

Datum: 8. März 1964

Ort: St. Johann im Pongau

### Riesenslalom 2
(zählte nur zur Kombination)
| Platz | Name               | Zeit        |
| ----- | ------------------ | ----------- |
| 01    | Gerhard Nenning    | 1:27,41 min |
| 02    | Hugo Nindl         | 1:27,71 min |
| 03    | Karl Schranz       | 1:30,44 min |
| 04    | Franz Digruber     | 1:30,73 min |
| 05    | Kurt Recher        | 1:31,17 min |
| 06    | Werner Bleiner     | 1:31,18 min |
| 07    | Erich Sturm        | 1:31,71 min |
| 08    | Martin Burger      | 1:31,74 min |
| 09    | Rudolf Bocek       | 1:32,28 min |
| 10    | Reinhard Tritscher | 1:32,86 min |

Datum: 7. März 1964

Ort: St. Johann im Pongau

Streckenlänge: 1400 m, Höhendifferenz: 402 m

Tore: 66

### Kombination
Die Kombination setzt sich aus den Ergebnissen des Slaloms und der beiden Riesenslaloms zusammen.
| Platz | Name             | Punkte |
| ----- | ---------------- | ------ |
| 01    | Franz Digruber   | 056,54 |
| 02    | Gerhard Nenning  | 056,87 |
| 03    | Hugo Nindl       | 066,39 |
| 04    | Martin Burger    | 071,20 |
| 05    | Heinrich Messner | 088,88 |
| 06    | Erich Sturm      | 115,18 |

## Damen

### Riesenslalom
| Platz | Name               | Zeit        |
| ----- | ------------------ | ----------- |
| 01    | Christl Haas       | 1:23,32 min |
| 02    | Edith Zimmermann   | 1:23,65 min |
| 03    | Traudl Eder        | 1:24,86 min |
| 04    | Grete Digruber     | 1:24,91 min |
| 05    | Sieglinde Bräuer   | 1:26,07 min |
| 06    | Marianne Nutt-Jahn | 1:26,45 min |
| 07    | Hiltrud Rohrbach   | 1:26,57 min |
| 08    | Ingeborg Jochum    | 1:26,82 min |
| 09    | Liesl Huber        | 1:27,75 min |
| 10    | Edda Kainz         | 1:28,30 min |

Datum: 5. März 1964

Ort: St. Johann im Pongau

### Slalom
| Platz | Name               | Zeit        |
| ----- | ------------------ | ----------- |
| 01    | Grete Digruber     | 1:38,32 min |
| 02    | Marianne Nutt-Jahn | 1:38,97 min |
| 03    | Christl Haas       | 1:42,23 min |
| 04    | Hiltrud Rohrbach   | 1:43,05 min |
| 05    | Sieglinde Bräuer   | 1:43,10 min |
| 06    | Edith Zimmermann   | 1:43,91 min |
| 07    | Christl Staffner   | 1:44,35 min |
| 08    | Heidi Zimmermann   | 1:45,39 min |
| 09    | Rosemarie Bräuer   | 1:45,58 min |
| 10    | Ingeborg Jochum    | 1:45,90 min |

Datum: 6. März 1964

Ort: St. Johann im Pongau

Tore 1. Lauf: 67, Tore 2. Lauf: 62

### Riesenslalom 2
(zählte nur zur Kombination)
| Platz | Name               | Zeit        |
| ----- | ------------------ | ----------- |
| 01    | Sieglinde Bräuer   | 1:20,66 min |
| 02    | Ingeborg Jochum    | 1:20,86 min |
| 03    | Marianne Nutt-Jahn | 1:21,44 min |
| 04    | Hiltrud Rohrbach   | 1:21,98 min |
| 05    | Christl Haas       | 1:22,05 min |
| 06    | Edda Kainz         | 1:23,45 min |
| 07    | Heidi Zimmermann   | 1:25,34 min |
| 08    | Liesl Huber        | 1:25,38 min |
| 09    | Rosemarie Bräuer   | 1:25,45 min |
| 10    | Edith Zimmermann   | 1:26,18 min |

Datum: 7. März 1964

Ort: St. Johann im Pongau

### Kombination
Die Kombination setzt sich aus den Ergebnissen des Slaloms und der beiden Riesenslaloms zusammen.
| Platz | Name               | Punkte |
| ----- | ------------------ | ------ |
| 01    | Christl Haas       | 032,09 |
| 02    | Marianne Nutt-Jahn | 033,81 |
| 03    | Sieglinde Bräuer   | 046,89 |
| 04    | Hiltrud Rohrbach   | 060,71 |
| 05    | Ingeborg Jochum    | 068,36 |
| 06    | Edith Zimmermann   | 073,99 |
| 07    | Heidi Zimmermann   | 118,32 |
| 08    | Rosemarie Bräuer   | 121,02 |
| 09    | Grete Digruber     | 130,74 |
| 10    | Liesl Huber        | 135,24 |